# Tutelina purpurina
Tutelina purpurina är en spindelart som beskrevs av Cândido Firmino de Mello-Leitão 1948. 
Tutelina purpurina ingår i släktet Tutelina och familjen hoppspindlar. Inga underarter finns listade i Catalogue of Life.